# André Silva (futebolista, 2000)
André Filipe Teixeira da Silva (Gondomar, 28 de abril de 2000 – Cernadilla, 3 de julho de 2025) foi um futebolista português que atuou como atacante. Era irmão do também futebolista Diogo Jota.

## Carreira

### Base
André Silva começou sua carreira nas categorias de base do Gondomar. Após se destacar, foi chamado para fazer parte das categorias de base do Porto.

### Profissional
Assinou seu primeiro contrato profissional com o Gondomar na temporada 2021–22. O jogador ficou por duas temporadas no time, e depois foi contratado pelo Penafiel. Seu contrato iria até junho de 2026, se um acidente de carro não interrompesse sua vida e carreira.

## Morte
Na madrugada de 3 de julho de 2025, André Silva, juntamente com seu irmão, o também futebolista Diogo Jota, seguiam num carro esportivo Lamborghini Huracán verde na A-52, no sentido de Benavente. Ao fazer uma ultrapassagem por meados do quilômetro 65, no concelho de Cernadilla, província de Zamora, Espanha, um dos pneus teria arrebentado (segundo a comunicação social), causando a derrapagem e posteriormente a explosão do carro, resultando na morte dos dois jogadores. O acidente causou um incêndio de grande intensidade, que se propagou à vegetação circundante, mobilizando vários elementos das corporações de bombeiros da vizinha localidade de Rionegro del Puente.
Após a morte de André, o treinador do Penafiel, Hélder Cristóvão, declarou:
| “                                               | O André trazia coisas diferentes ao nosso jogo. Muita velocidade... Mais do que o jogador de futebol, temos de falar da pessoa. Um menino muito bem formado. Acabou de tirar o curso de Gestão na universidade. Nunca deixou os estudos. Continuou sempre a estudar e a trabalhar. Tirou Gestão porque criou uma empresa com o irmão. O futebol tem pouca importância. O mais importante é apoiar os familiares, que devem estar devastados. | ” |
| — Hélder Cristóvão, após a morte de André Silva | |   |